# 卓孝業
卓孝業 ，PDSM，JP（1965年—），前警務人員，現任保安局副局長，曾任西九龍總區指揮官及港島總區副指揮官。

## 簡歷
卓孝業早年就讀旅港開平商會中學，15歲時加入民眾安全服務隊少年團旺角支隊。他在1982年加入警隊任職警員，2010年晉升高級警司，任職有組織及三合會調查科。2013年晉升總警司，先後出任大埔區指揮官及港島總區副指揮官。2016年晉升助理警務處長，主管服務質素監管部及西九龍總區指揮官，至2020年2月。任職警員期間，他曾任中聖書院校董。